# هنري موريسون
هنري موريسون (20 سبتمبر 1850 - 10 نوفمبر 1913) (بالإنجليزية: Henry Morrison)‏ هو لاعب كريكت نيوزلندي.

## وصلات خارجية
- هنري موريسون على موقع إي آس بي آن كريك إنفو (الإنجليزية)